# 四位洋文
四位 洋文（しい ひろふみ、1972年11月30日 - ）は、日本中央競馬会 (JRA) 栗東所属の元騎手で現在は調教師である。叔父に、元騎手の四位満教（しい みちのり）がいる。
妻は元エンドレスギャルズ（9期）の鈴木美帆子。

## 来歴
小学校3年よりポニーでの乗馬を経験しており、競馬学校入学以前すでに乗馬では全国区の活躍をし、乗馬雑誌「乗馬ライフ」でも取り上げられたことがある。
中学校卒業後に競馬学校に入学（7期生）、同期には藤田伸二・安田康彦・橋本広喜らがいる。競馬学校では教官から馬乗りを評価され7期生の中では一番の注目株であり、成績も優秀であった。
同期の安田は、自身の引退後に競馬評論家となったが、「競馬最強の法則」2017年11月号で競馬学校時代の四位のことを「馬乗りが上手であった」旨を簡潔ながらも述べていた。

### 騎手時代
1991年に古川平厩舎からデビュー。同期の藤田が1年目から重賞を勝利するなどの華々しい活躍をしていたのとは対照的に、デビューから3年間はあまり目立った成績は挙がらなかった。
4年目の1994年にゴールデンジャックで桜花賞トライアルの4歳牝馬特別を制して重賞初勝利。本番の桜花賞では13着に敗れたものの、続く4歳牝馬特別に勝利し、優駿牝馬（オークス）では2着に入るなどの活躍を見せた。この頃から成績も伸びてきて、関西リーディングの上位に名を連ねるようになる。
1996年にはイシノサンデーで皐月賞を制し、GI初勝利。同年に古馬にも開放された牝馬限定GIエリザベス女王杯ではダンスパートナーに騎乗してこれを制した。
2001年には騎手を引退した的場均の後を受けアグネスデジタルに騎乗、マイルチャンピオンシップ南部杯、天皇賞（秋）、香港カップを制した。特に天皇賞（秋）はテイエムオペラオーを破る快挙だった。この年は、98勝を挙げ関西リーディングに輝いている。また、アグネスデジタルでは2002年にフェブラリーステークスを、2003年には安田記念を勝利した。
2006年2月18日の東京競馬第10競走の勝利で、JRA通算1000勝を達成した。

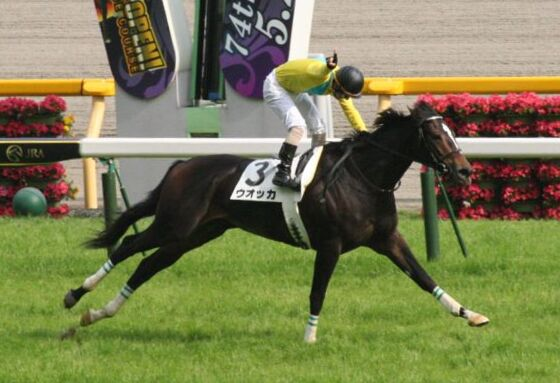
2007年東京優駿

2007年5月27日、第74回東京優駿をウオッカで勝利し、日本ダービー初制覇。これは、クリフジ以来64年振り3頭目となる牝馬による日本ダービー勝利という快挙であった。また同年10月21日、第68回菊花賞をアサクサキングスで勝利し、三冠競走の全てに勝利した（史上17人目）。また同一年の日本ダービー・菊花賞を異なる馬で制覇したのも国営競馬・中央競馬を通じ、現行の3歳クラシック路線が整備されて以降、史上初となるものであった。しかし翌2008年の京都記念を最後に、四位はウオッカの主戦騎手を降板した。
2008年5月11日の第13回NHKマイルカップおよび同年6月1日の第75回東京優駿をディープスカイで制覇した。特に東京優駿の2年連続制覇は武豊に次ぐ史上2人目であり、加えて牡馬と牝馬の双方での制覇は国営競馬・中央競馬を通じて史上初となるものであった。
2019年12月5日、JRAより2020年度新規調教師免許試験に合格したことが発表された。なお、本人の申請により調教師免許は2020年3月1日付の発効となる。
2020年2月29日、引退当日となった阪神競馬5競走で、直線内斜行により他馬の進路を妨害したとして、開催日4日間の騎乗停止処分となった。引退当日のレースでの行為が原因で騎乗停止処分が下るのは1993年2月27日の中山競馬で騎乗停止処分となった徳吉一己以来、27年ぶりであった。また、阪神競馬最終競走終了後に引退式が行われたが、引退当日は新型コロナウイルスの影響で無観客での開催となっていたため、騎手や馬主など、関係者だけの出席となった。
2020年12月21日、JRAより2021年3月1日付で栗東所属の調教師として新規開業することが発表された。

### 調教師時代
2021年3月1日付で開業。3月6日の阪神競馬第3Rテイエムジャガーで初出走（4着）。翌7日の小倉競馬第8Rサマービートが1着となり、初勝利を果たした。同時に開業した9人の調教師の中でも一番乗りであった。
2023年3月16日、名古屋大賞典でハギノアレグリアスが1着となり重賞初制覇。同年10月1日、ダートのハンデG3「第27回シリウスステークス」でハギノアレグリアスが1着となりJRA重賞初制覇。

## 騎手成績

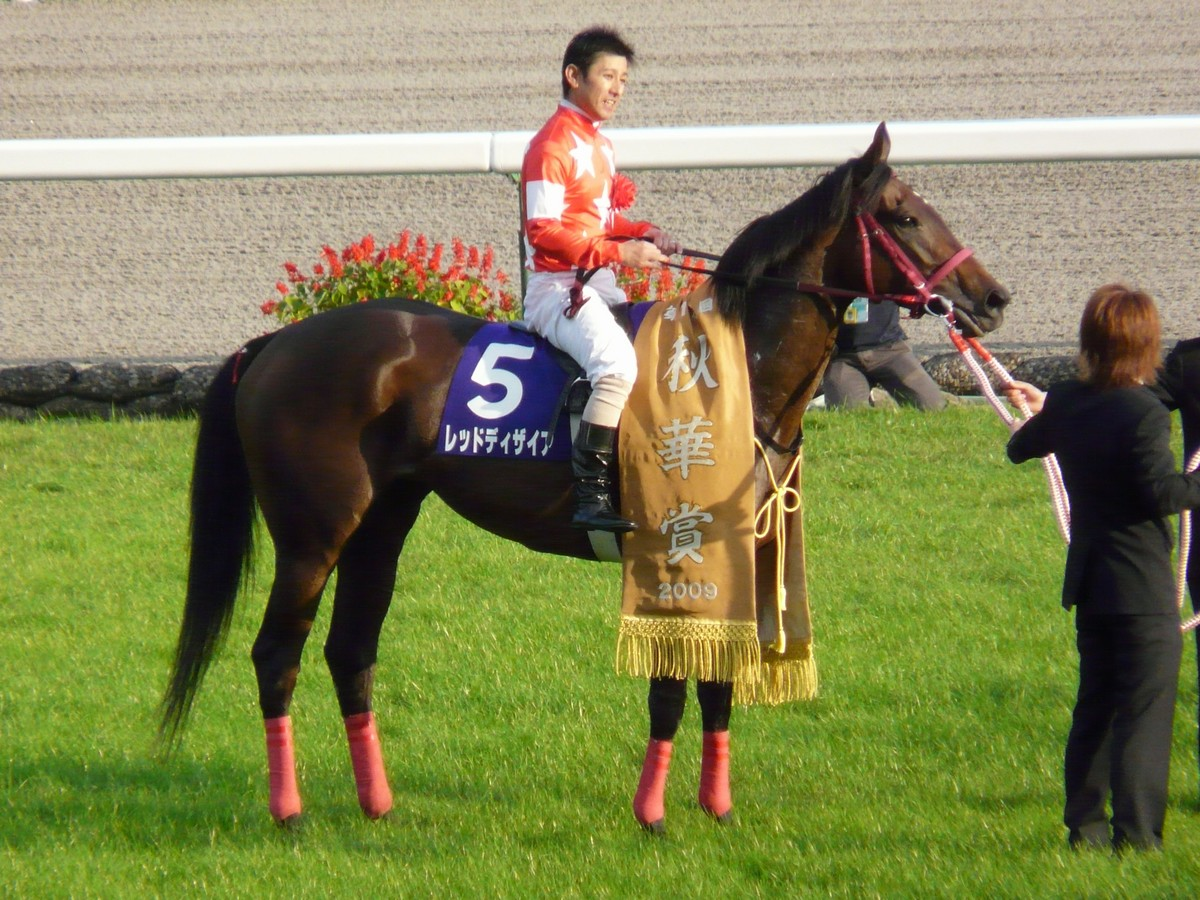
2009年秋華賞
（騎乗馬レッドディザイア）

### GI及びJpnI競走勝利
（斜字は交流GI、太字は海外GIを指す）
- 1996年
  - 皐月賞 - イシノサンデー
  - エリザベス女王杯 - ダンスパートナー
- 1998年
  - 高松宮記念 - シンコウフォレスト
- 2001年
  - マイルチャンピオンシップ南部杯 - アグネスデジタル
  - 天皇賞（秋） - アグネスデジタル
  - 香港カップ - アグネスデジタル
- 2002年
  - フェブラリーステークス - アグネスデジタル
- 2003年
  - 安田記念 - アグネスデジタル
  - 阪神ジュベナイルフィリーズ - ヤマニンシュクル
- 2006年
  - 阪神ジュベナイルフィリーズ - ウオッカ
- 2007年
  - 東京優駿（日本ダービー） - ウオッカ
  - 菊花賞 - アサクサキングス
- 2008年
  - NHKマイルカップ - ディープスカイ
  - 東京優駿 - ディープスカイ
- 2009年
  - 秋華賞 - レッドディザイア
- 2010年
  - 高松宮記念 - キンシャサノキセキ
- 2012年
  - ジャパンダートダービー - ハタノヴァンクール
- 2013年
  - 川崎記念 - ハタノヴァンクール
- 2016年
  - 朝日杯フューチュリティステークス - サトノアレス[13]

### 重賞競走勝利
- 1994年
  - 報知杯4歳牝馬特別 - ゴールデンジャック
  - サンケイスポーツ賞４歳牝馬特別 - ゴールデンジャック
- 1996年
  - サンケイスポーツ賞４歳牝馬特別 - センターライジング
  - 京阪杯 - ダンスパートナー
  - ファンタジーステークス - シーズプリンセス
- 1997年
  - 京都金杯 - イシノサンデー
  - 平安ステークス - シンコウウインディ
  - 京都記念 - ユウトウセイ
  - 阪急杯 - シンコウフォレスト
- 1998年
  - シンザン記念 - ダンツシリウス
  - チューリップ賞 - ダンツシリウス
  - 報知杯4歳牝馬特別 - マックスキャンドゥ
  - 浦和記念 - タイキシャーロック
- 1999年
  - 平安ステークス - オースミジェット
  - 京都記念 - エモシオン
  - 名古屋大賞典 - オースミジェット
  - アンタレスステークス - オースミジェット
  - 函館スプリントステークス - シンコウフォレスト
  - マーキュリーカップ - オースミジェット
- 2000年
  - 平安ステークス - オースミジェット
  - 名古屋大賞典 - オースミジェット
  - マーキュリーカップ - オースミジェット
  - 函館3歳ステークス - マイネルジャパン
  - 神戸新聞杯 - フサイチソニック
  - 府中牝馬ステークス - トゥザヴィクトリー
  - 阪神牝馬特別 - トゥザヴィクトリー
- 2001年
  - 平安ステークス - マンボツイスト
  - 名古屋大賞典 - マンボツイスト
  - 毎日杯 - クロフネ
  - 日本テレビ盃 - アグネスデジタル
  - シリウスステークス - ブロードアピール
  - 京阪杯 - テンザンセイザ
- 2002年
  - 日経新春杯 - トップコマンダー
  - スプリングステークス - タニノギムレット
  - 京都大賞典 - ナリタトップロード
- 2003年
  - 京都金杯 - サイドワインダー
  - 日経新春杯 - バンブーユベントス
- 2004年
  - 日経新春杯 - シルクフェイマス
  - 京都記念 - シルクフェイマス
  - ユニコーンステークス - トップオブワールド
  - 札幌2歳ステークス - ストーミーカフェ
- 2005年
  - 共同通信杯 - ストーミーカフェ
  - 阪急杯 - キーンランドスワン
- 2006年
  - 中山牝馬ステークス - ヤマニンシュクル
  - 新潟大賞典 - オースミグラスワン
  - 函館2歳ステークス - ニシノチャーミー
- 2007年
  - アーリントンカップ - トーセンキャプテン
  - チューリップ賞 - ウオッカ
  - CBC賞 - ブラックバースピン
- 2008年
  - 阪急杯 - ローレルゲレイロ
  - 毎日杯 - ディープスカイ
  - 神戸新聞杯 - ディープスカイ
  - 京王杯2歳ステークス - ゲットフルマークス
- 2009年
  - 京都記念 - アサクサキングス
  - 阪神大賞典 - アサクサキングス
  - 阪神牝馬ステークス - ジョリーダンス
  - 京都新聞杯 - ベストメンバー
  - 神戸新聞杯 - イコピコ
- 2010年
  - オーシャンステークス - キンシャサノキセキ
  - マリーンカップ - トーホウドルチェ
- 2011年
  - マーチステークス - テスタマッタ
- 2013年
  - プロキオンステークス - アドマイヤロイヤル
  - ブリーダーズゴールドカップ - ハタノヴァンクール
- 2014年
  - エプソムカップ - ディサイファ
- 2015年
  - 中日新聞杯 - ディサイファ
  - 札幌記念 - ディサイファ
  - キーンランドカップ - ウキヨノカゼ
- 2016年
  - クイーンステークス - マコトブリジャール
- 2017年
  - 共同通信杯 - スワーヴリチャード
- 2018年
  - 愛知杯 - エテルナミノル

### 年度別成績
| 年度   | 1着  | 2着  | 3着  | 騎乗数 | 勝率 | 連対率 | 複勝率 | 備考                                                     |
| ------ | ---- | ---- | ---- | ------ | ---- | ------ | ------ | -------------------------------------------------------- |
| 1991年 | 10   | 17   | 15   | 180    | .056 | .150   | .233   |                                                          |
| 1992年 | 24   | 33   | 23   | 297    | .081 | .192   | .269   |                                                          |
| 1993年 | 27   | 23   | 27   | 341    | .079 | .147   | .226   |                                                          |
| 1994年 | 56   | 40   | 36   | 493    | .114 | .195   | .268   |                                                          |
| 1995年 | 64   | 59   | 46   | 497    | .129 | .247   | .340   |                                                          |
| 1996年 | 71   | 69   | 56   | 578    | .123 | .242   | .339   |                                                          |
| 1997年 | 64   | 65   | 69   | 534    | .120 | .242   | .371   |                                                          |
| 1998年 | 85   | 80   | 44   | 572    | .149 | .288   | .365   |                                                          |
| 1999年 | 85   | 81   | 66   | 675    | .126 | .246   | .344   | JRAフェアプレー賞（関西）                                |
| 2000年 | 101  | 81   | 72   | 730    | .138 | .249   | .348   | JRA優秀騎手賞 JRAフェアプレー賞（関西）                  |
| 2001年 | 98   | 72   | 52   | 613    | .160 | .277   | .362   | JRA優秀騎手賞 関西リーディング JRAフェアプレー賞（関西） |
| 2002年 | 85   | 75   | 73   | 694    | .122 | .231   | .336   | JRAフェアプレー賞（関西）                                |
| 2003年 | 73   | 53   | 55   | 654    | .112 | .193   | .277   | JRAフェアプレー賞（関西）                                |
| 2004年 | 74   | 75   | 49   | 624    | .119 | .239   | .317   | JRAフェアプレー賞（関西）                                |
| 2005年 | 78   | 57   | 58   | 644    | .121 | .210   | .300   |                                                          |
| 2006年 | 64   | 81   | 64   | 680    | .094 | .213   | .307   | 1000勝達成                                               |
| 2007年 | 62   | 31   | 44   | 507    | .122 | .183   | .270   | JRAフェアプレー賞（関西）                                |
| 2008年 | 50   | 39   | 40   | 490    | .102 | .182   | .263   |                                                          |
| 2009年 | 54   | 32   | 36   | 434    | .124 | .198   | .281   | JRAフェアプレー賞（関西）                                |
| 2010年 | 54   | 47   | 35   | 459    | .118 | .220   | .296   | 中京競馬記者クラブ賞                                     |
| 2011年 | 51   | 36   | 43   | 421    | .121 | .207   | .309   | JRAフェアプレー賞（関西）                                |
| 2012年 | 45   | 39   | 43   | 430    | .105 | .195   | .295   |                                                          |
| 2013年 | 49   | 46   | 28   | 406    | .121 | .234   | .303   |                                                          |
| 2014年 | 40   | 30   | 30   | 375    | .107 | .187   | .267   |                                                          |
| 2015年 | 35   | 38   | 34   | 390    | .090 | .187   | .274   | JRAフェアプレー賞（関西）                                |
| 2016年 | 27   | 37   | 32   | 336    | .080 | .190   | .286   |                                                          |
| 2017年 | 31   | 34   | 27   | 350    | .089 | .186   | .263   |                                                          |
| 2018年 | 18   | 28   | 29   | 311    | .058 | .148   | .241   |                                                          |
| 2019年 | 8    | 18   | 15   | 158    | .051 | .165   | .259   |                                                          |
| 2020年 | 3    | 4    | 3    | 46     | .065 | .152   | .217   |                                                          |
| 中央   | 1586 | 1420 | 1244 | 13919  | .114 | .216   | .305   |                                                          |
| 地方   | 24   | 21   | 19   | 111    | .216 | .405   | .577   |                                                          |
| 海外   | 1    | 2    | 0    | 7      | .143 | .429   | .429   |                                                          |
| 通算   | 1611 | 1443 | 1263 | 14037  | .115 | .218   | .308   |                                                          |

### 記録
|            | 日付          | 競馬場・開催  | 競走名            | 馬名               | 頭数 | 人気 | 着順 |
| ---------- | ------------- | ------------- | ----------------- | ------------------ | ---- | ---- | ---- |
| 初騎乗     | 1991年3月2日  | 1回中京3日2R  | 4歳未勝利         | キリシマミズキ     | 16頭 | 11   | 13着 |
| 初勝利     | 1991年5月19日 | 5回京都2日8R  | 5歳上500万円下    | サンラブホーラー   | 13頭 | 3    | 1着  |
| 重賞初騎乗 | 1992年6月7日  | 3回阪神6日11R | 阪急杯            | ナムラボレロ       | 10頭 | 7    | 10着 |
| 重賞初勝利 | 1994年3月20日 | 1回中京8日11R | 報知杯4歳牝馬特別 | ゴールデンジャック | 14頭 | 8    | 1着  |
| GI初騎乗   | 1994年4月10日 | 3回阪神6日10R | 桜花賞            | ゴールデンジャック | 18頭 | 7    | 13着 |
| GI初勝利   | 1996年4月14日 | 2回中山8日10R | 皐月賞            | イシノサンデー     | 18頭 | 4    | 1着  |

## 調教師成績
|            | 日付           | 競馬場・開催       | 競走名           | 馬名               | 頭数 | 人気 | 着順 |
| ---------- | -------------- | ------------------ | ---------------- | ------------------ | ---- | ---- | ---- |
| 初出走     | 2021年3月6日   | 1回阪神7日目3R     | 3歳未勝利        | テイエムジャガー   | 12頭 | 5    | 4着  |
| 初勝利     | 2021年3月7日   | 2回中京8日目8R     | 4歳以上1勝クラス | サマービート       | 10頭 | 5    | 1着  |
| 重賞初出走 | 2021年4月10日  | 2回阪神5日目11R    | 阪神牝馬S        | メジェールスー     | 12頭 | 12   | 12着 |
| 重賞初勝利 | 2023年3月16日  | 12回名古屋4日目11R | 名古屋大賞典     | ハギノアレグリアス | 12頭 | 1    | 1着  |
| GI初出走   | 2021年10月24日 | 4回阪神6日目11R    | 菊花賞           | モンテディオ       | 18頭 | 13   | 14着 |
| GI初勝利   |                |                    |                  |                    |      |      |      |

### 重賞競走勝利
- ハギノアレグリアス（2023年名古屋大賞典、シリウスステークス、2024年シリウスステークス）[14]
- カルチャーデイ（2023年ファンタジーステークス）[14]
- トゥードジボン（2024年関屋記念）[14]
- セキトバイースト（2025年府中牝馬ステークス）

## エピソード
- 競馬雑誌『サラブレ』にて「ジョッキーズ・トーク」なる自らのコーナーをもち、対談とエッセイを執筆している。2008年1月より2009年まで『週刊プレイボーイ』で連載を始めた。
- 横山典弘と仲が良くサラブレや週刊Gallopで対談を行っている。また若手に対して面倒見がよく慕われており、1000勝達成時のセレモニーでは松岡正海・藤岡佑介の両騎手が看板持ちを務めた。
- 当時では一般的ではなかった角馬場での調教を始めた最初の騎手とされており、1996年のサンケイスポーツ賞4歳牝馬特別（現：フローラステークス）の優勝馬であるセンターライジングに行ったのが最初とされる。同馬を管理していた伊藤雄二に調教を任されていたことで初めての試みであったが、当初は好奇の目で見られていたものの徐々に競馬サークル内でも広まっていき、現在では中央競馬でも一般的な調教方法として取り入れられている[15]。
- 2006年の宝塚記念では枠番4・馬番4・4番人気のダイワメジャーに騎乗して4着になり、名前の一部分（四位）も含め全て4づくしという結果となった。
- 1999年の函館開催で、四位の出馬投票を忘れた菊池憲太に対し、教育的指導と称して一方的な暴行を加えていたことが発覚。後日JRAから処分を受けている。
- 平安ステークスを1999年から、日経新春杯を2002年からそれぞれ3連覇している。この他にも京都記念を4勝、京都金杯を2勝などを挙げている。
- 2008年のNHKマイルカップ制覇後、検量室前で両手を上げガッツポーズした際、鞍上から振り落とされ右手関節を捻挫。最終第12競走が後藤浩輝に乗り替わりとなった。
- 2008年の東京優駿（日本ダービー）表彰式後の勝利騎手インタビュー中に、「しーい、しーい」とコールをしつこく連呼する観客に対し「うるせぇ、おい!」と一喝。JRAは「マナーの悪い観客を制裁する意味合いがあった」と発表している。
- 2008年8月30日札幌第1競走で斜行し、騎乗停止4日の処分を受けた。なお、この斜行によって落馬した小林徹弥は右鎖骨遠位端粉砕開放骨折と診断された。
- 2009年5月24日レッドディザイアで挑んだ第70回優駿牝馬（オークス）で1万回騎乗を達成。「僕を育ててくれた両親に感謝の気持ちを伝えたいですね」とのコメントを残す。
- 大の競艇好きであり、競艇選手の田中信一郎と親交が深い。
- 現役騎手時代の騎乗依頼仲介者は小原靖博（競馬ブック）が務めていた。

## テレビ出演
- さんまのナンでもダービー（テレビ朝日）
- ジャンクSPORTS（フジテレビ）
- 武豊TV!（フジテレビ739）

## 連載
- 週刊プレイボーイ「ウオッカはストレートで」→「めざせ!ダービーV3」（終了）